# 中专路街道
中专路街道，是中华人民共和国内蒙古自治区呼和浩特市赛罕区下辖的一个乡镇级行政单位。

## 行政区划
中专路街道下辖以下地区：
展览馆社区、创业社区、园艺社区、春雨社区、东郊社区、中专路社区、巨海社区、万达社区和展东路社区。